# 施政廷
施政廷，台灣兒童繪本作家，童書作家，圖畫書作家，兒童文學學者。著有多本繪本著作
，施政廷在2013年入圍義大利波隆那童書展。
施政廷是知名插畫家微光分子的老師。

## 學歷
- 中原大學商業設計系

## 作品
- 《下雨了》
- 《我的爸爸不上班》
- 《如果聲音消失了》
- 《春媽媽》
- 《青蛙的搖籃》
- 《樹葉兒飄》
- 《娃娃長了》
- 《瑪拉瑪與鱷魚河》
- 《雷射的奧秘》
- 《為甚麼影子是黑的》
- 《我愛青蛙呱呱呱》
- 《檳榔大王遷徙記》
- 《水會變喔》
- 《不會不方便》
- 《小不點》
- 《小龍舟》
- 《旅行》
- 《寶貝手指謠3》
- 《探險》
- 《繞繞繞繞口令》
- 《四個朋友》
- 《一百個冰淇淋》
- 《家是我放心的地方》
- 《家住糖廠》
- 《益昌水電行》
- 《我是西瓜爸爸》
- 《休閒娛樂的起源》
- 《交通工具的起源》
- 《食物的起源》
- 《運動的起源》
- 《學校的起源》
- 《0到10的情書》
- 《請、謝謝、對不起》
- 《怪唱歌》
- 《均衡王國金國王》
- 《小雨小雨快走開》
- 《胖胖蛋先生》
- 《金瓜石》
- 《秋季的囝仔歌》
- 《鹽山》
- 《北風和太陽》
- 《驢大哥和騾小弟》
- 《恐龍媽媽的寶貝蛋》
- 《回憶．撲克牌》
- 《畫在身上的名字》
- 《芋仔蕃薯一家親 : 戀戀曾文溪》
- 《鱟》
- 《烏山頭水庫》
- 《基隆廟口》
- 《河與岸》
- 《買夢的大山》
- 《和平街的喇叭花》
- 《土地公保佑你》
- 《池塘裡的小紙船》
- 《靜靜的群山》
- 《宇宙小行星中壢》
- 《鮭魚大王》
- 《貓先生愛釣魚》
- 《好吃、真好吃！》
- 《公雞的本領》
- 《baby food》
- 《月光》
- 《念力神功》